# Special Olympics Botswana

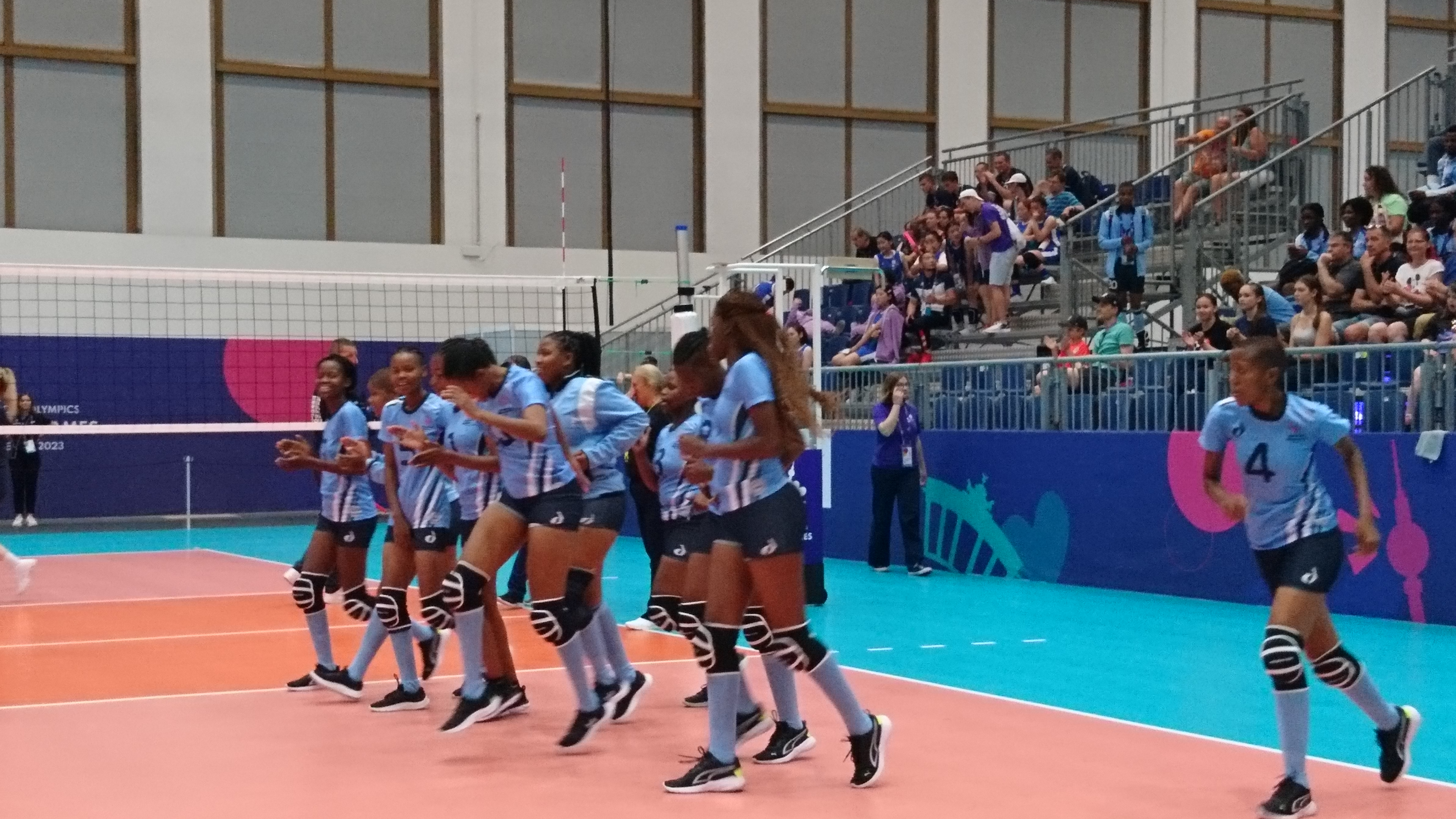
Special Olympics World Summer Games 2023, Volleyball, Botswana und Serbien

Special Olympics Botswana (englisch: Special Olympics Botswana) ist der botswanische Verband von Special Olympics International, der weltweit größten Sportbewegung für Menschen mit geistiger Beeinträchtigung und Mehrfachbeeinträchtigung. Ziel ist die sportliche Förderung dieser Personengruppe und die Sensibilisierung der Gesellschaft für sie. Außerdem betreut der Verband die botswanischen Athletinnen und Athleten bei den Special Olympics Wettbewerben.

## Geschichte
Special Olympics Botswana wurde 1988 mit Sitz in Gaborone gegründet.

## Aktivitäten
2019 waren 6.228 Athletinnen, Athleten und Unified Partner sowie 863 Trainer bei Special Olympics Botswana registriert.
Der Verband nahm 2020 an den Programmen Athlete Leadership, Healthy Athletes, Young Athletes, Youth Activation, Family Support Network und Unified Sports teil, die von Special Olympics International ins Leben gerufen worden waren.

### Sportarten
Folgende Sportarten wurden 2020 vom Verband angeboten: 
- Fußball (Special Olympics)
- Leichtathletik (Special Olympics)
- Schwimmen (Special Olympics)
- Volleyball (Special Olympics)

### Teilnahme an Weltspielen vor 2020 (Auswahl)
(Quellen:)
- 2007 Special Olympics World Summer Games, Shanghai, China (32 Athletinnen und Athleten)
- 2011 Special Olympics World Summer Games, Athen (18 Athletinnen und Athleten)
- 2015 Special Olympics World Summer Games, Los Angeles, USA (40 Athletinnen und Athleten)
- 2019 Special Olympics, World Summer Games, Abu Dhabi (50 Athletinnen und Athleten)[2]

### Teilnahme an den Special Olympics World Summer Games 2023 in Berlin
Special Olympics Botswana beteiligte sich an den Special Olympics World Summer Games 2023. Die Delegation wurde vor den Spielen im Rahmen des Host Town Program von Tübingen betreut und bestand aus 42 Personen. Das Team gewann bei diesen Weltspielen zwei Gold-, vier Silbermedaille und eine Bronzemedaille.